# Lucrecia Pérez
Lucrecia Pérez Matos (Vicente Noble, Barahona, República Dominicana, 15 de desembre de 1959 - Aravaca, Madrid, 13 de novembre de 1992) fou una immigrant dominicana a Madrid víctima mortal de racisme i xenofòbia, el primer cas reconegut com a tal a l'estat espanyol.

## Família
El pare i la mare de Lucrecia Pérez Matos havien estat tota la vida treballadors del camp i havien tingut setze fills, dels quals n'havien sobreviscut solament nou. Tot i que Lucrecia havia format la seva pròpia família amb Víctor Trinidad, un home també pobre, en el seu carnet d'identitat constava que era soltera, com passa amb tanta gent pobra a l'Amèrica Llatina que no es casa legalment per bé que l'convivència en comú d'home i dona amb fills hi és acceptada socialment com a matrimoni legítim. Lucrecia se n'anà a treballar a l'estat espanyol sense poder acomiadar-se del marit, que aleshores treballava collint tomàquets, així que sols va poder acomiadar-se de la seva filla Kenya, que, d'ençà que va saber la mort de la seva mare, pateix afonia.

## Arribada a Madrid
Lucrecia Pérez va volar de Santo Domingo a Nova York, des d'aquí a París i després a Bilbao; després, amb tren, va arribar a Madrid. Hi va treballar de primer com a treballadora domèstica; la van acomiadar, però, al cap de poc perquè, segons el matrimoni per al qual treballava, «no sabia què era una aixeta, ni una cambra de bany, ni un ascensor. Amb la rentadora era allò que no hi ha ... Era una dona molt callada. Estava malalta, amb anèmia. Queia, als matins. La vaig fer anar al metge. Li vam donar un tracte excel·lent. Crec que no era gaire normal. Es despertava a la nit fent crits. També parlava sola. Trobàrem una altra dominicana i la va substituir. Si ens hagués donat bon resultat, pensàvem arreglar-li els papers... Ens ha fet molta pena això que li ha passat. L'acomiadàrem perquè no servia per a la feina.»
Sense feina ni sostre a Madrid, va acabar anant a dormir, juntament amb altres compatriotes, a les ruïnes de la discoteca Four Roses, on una bala va llevar-li la vida a l'edat de 32 anys.
| « | Ella, conseqüència de l'oblit i de la misèria a què han sotmès aquesta regió governants mesquins i arrogants, ha estat carn de canó de grups que es mouen sota l'ombra de l'anonimat espanyol i que encara practiquen el racisme, la xenofòbia i el sarcasme obert a l'estrangera. | » |
| — Aquestes van ser les paraules amb què va acomiadar Vicente Noble el cadàver de Lucrecia Pérez, declarada màrtir de l'emigració per l'Ajuntament del seu poble. | |   |

## Antecedents de l'assassinat
«Es veia a venir», comentaven alguns immigrants. La tensió interètnica es covava de feia mesos. Els dominicans, la majoria dones, es reunien en una plaça d'Aravaca, sobretot dijous i diumenges a la tarda. Allò que de primer eren queixes i actituds de rebuig individuals de veïns sobre l'ús de l'espai públic va anar esdevenint primer comentaris col·lectius de menyspreu tòpics i després protesta social organitzada, i fins i tot escrits públics d'alguna associació de veïns. La tensió va acabar en un conflicte en què participaren grups externs a favor i en contra. Els uns es queixaven de la nosa que era la presència quasi permanent en un jardí públic del col·lectiu d'immigrants dominicans, que marcava negativament aquest espai com un lloc de tràfic de drogues, prostitució i inseguretat. Els altres reclamaven el seu dret de reunir-se amb llurs compatriotes en un espai públic, que ocupaven perquè se'ls negava una sala en el Centre Cultural que en aquesta mateixa plaça tenia l'Ajuntament.
El diumenge 1 de novembre de 1992 hi hagué un enfrontament entre agents de la Policia Municipal i immigrants, en què hi hagué cinc ferits i vuit vehicles danyats. Dues-centes dones dominicanes reunides a la plaça d'Aravaca van apedregar la Policia Municipal quan en volia fer entrar al cotxe dues que no tenien permís legal de residència a l'estat.
| «                                  | En mitja hora ens van causar quatre ferits i ens van fer malbé vuit cotxes patrulla... Van atacar els patrullers amb pedres i bastons, van trencar fanals dels cotxes, parabrises; van abonyegar-ne la planxa i quatre agents van haver de ser atesos per ferides lleus... Quatre dominicanes van ser detingudes i dutes a la Comissaria d'Estrangeria. | » |
| — portaveu de la Policia Municipal | |   |

| «                        | Devien ser les sis de la tarda. Érem a la plaça ben tranquil·les i xerrant de les nostres coses quan van arribar dos policies provocant-nos i demanant-nos la documentació. Quasi totes vam sortir corrents, però van agafar-ne dues i les van fer entrar en un cotxe patrulla. En veure que se les enduien ens vam posar davant del cotxe per a impedir-ho i li vam donar cops. Després van arribar més i més vehicles de policia, fins a set en vaig comptar. En van baixar els guàrdies i van carregar contra nosaltres sense contemplacions. Va ser llavors que algunes començàrem a tirar-los maons d'unes obres d'allà a prop. | » |
| — Dominicana participant | |   |

## Un presagi inadvertit
| «                      | Immigrants sud-americans ‘okupen' des de l'abril la discoteca mig enderrocada Four Roses. Sobreviuen com poden entre runa, sense aigua ni corrent elèctric. Compatriotes seus que tenen una ocupació els ajuden portant-los menjar i diners. La Policia Municipal intenta convèncer-los, anant a veure'ls cada nit, que abandonin l'immoble. | » |
| — (El Mundo, 13-XI-92) | |   |

## Assassinat
Els fets van ocórrer al voltant de les nou de la nit del divendres 13 de novembre, quan quatre emmascarats vestits de negre van entrar a l'antiga discoteca Four Roses, un local que en un altre temps havia estat un centre de diversió de gent d'upa, situat a la carretera de La Corunya, al barri d'Aravaca. Els assaltants van disparar indiscriminadament contra els dominicans que sopaven fent-se llum amb una espelma i van fugir en un cotxe que els esperava. Lucrecia Pérez Matos, de 33 anys, que havia arribat a l'estat espanyol un mes i tres dies abans, va rebre dos trets, un al cor, i va ingressar morta a l'hospital. L'altre ferit greu va ser Porfirio Elías, també dominicà.
Va ser una bala del 9 llarg Parabellum fabricada a l'estat espanyol per Santa Bárbara (actualment part de General Dynamics), de les que usen la policia i l'exèrcit espanyols, la que va posar fi a la vida de Lucrecia.
La Guàrdia Civil i el Delegat del Govern a Madrid van atribuir des del primer moment el crim a grups d'extrema dreta lligats a alguns elements policials, considerant l'arma i la munició utilitzada.
Els grups polítics de la ultradreta van negar la seva relació amb el crim i tots van condemnar verbalment l'assassinat i van fer córrer en l'opinió pública la hipòtesi que es tractava d'una revenja per tràfic de drogues o correus de diners.
Es defensava la connexió del crim amb la ultradreta no sols per l'arma utilitzada —a més del procediment i professionalitat de l'assassí— sinó també per les pintades i cartells prèviament escampats a Aravaca com els que deien “INMIGRACIÓN STOP Primero los Españoles" (de Juntas Españolas) o “Defenderse contra la invasión” (de Grupo Covadonga), o pintades com “Fuera Negros. N.J.” (de Nación Joven).
Els immigrants, en un comunicat signat per quatre organitzacions dominicanes, van manifestar «la seva repulsa i horror davant la brutal agressió i assassinat» i van fer una crida contra el racisme perquè «no és delicte ser pobre». S'adverteix en el comunicat que l'atemptat no és un fet aïllat sinó resultat d'un procés iniciat amb les protestes dels veïns contra les reunions dels dominicans i culminat amb la difusió d'un pamflet anònim que cridava a l'«acció directa» contra els estrangers. També se'n responsabilitza per llur passivitat les forces polítiques, socials i religioses d'Aravaca.
També n'hi va haver que en responsabilitzaven la Policia Municipal pel seu assetjament continuat: «Han estat ells els principals instigadors. Contínuament ens demanaven papers i sempre de mala manera. No hagués passat res d'això si haguéssim tingut més protecció i menys control». Mentrestant, l'ambaixador dominicà cridava a tenir «calma i seny, perquè la violència no engendri nova violència».

## Assassins
El 27 de novembre de 1992, a les 19.30 h era arrestat el guàrdia civil Luis Merino Pérez, de 25 anys, mentre prestava servei a la 111a Comandància de la Guàrdia Civil, amb base a Madrid. El divendres 28 a les 7.45 h, 8.40 h i 10.45 h eren arrestats respectivament tres menors de 16 anys: Felipe Carlos Martín, Víctor Julián Flores i Javier Quílez, acompanyants de l'autor material. Tots van confessar els fets que se'ls imputaven en l'assassinat del divendres 13 de novembre a Aravaca. La prova definitiva va ser l'arma utilitzada, una pistola STAR BMK. Merino havia canviat el canó de la seva arma reglamentària per la d'un altre company per a esborrar els senyals del crim, però la mateixa Guàrdia Civil ordenà una inspecció rutinària de totes les armes de la companyia i hi va detectar un senyal que Merino no havia pogut esborrar a l'ungla de l'extractor (una peça que expulsa el casquet i que deixa una osca microscòpica), i que va ser la clau per als especialistes en balística.
Aquest sagnant drama, explicat a grans trets, havia anat així: tots quatre joves estaven bevent aquell vespre a la plaça de Los Cubos amb alguns caps rapats i ultres. De sobte, un proposà: "Podríem anar a donar un escarment als negres". Un altre preguntà on era més fàcil trobar els estrangers per a donar-los "un ensurt". Algú assenyalà la discoteca abandonada Four Roses, on dormien negres dominicans, segons n'havia informat la premsa. Luis Merino i els tres adolescents van pujar al Talbot vermell de Merino, tot ple d'adhesius ultres i neonazis, i enfilaren cap a Aravaca. A l'altura de l'Estadi Vicente Calderón un cotxe de la Policia Municipal, en veure que passaven dos semàfors amb vermell, els detingué, però Merino mostrà la seva identificació com a guàrdia civil i els van deixar passar. Van arribar fora de la discoteca abandonada a Aravaca. Hi van entrar, van colpejar una porta d'on venia llum, Luis Merino va fer un pas avant i disparà. Van sortir corrent i van pujar al cotxe. De tornada, el guàrdia civil presumí: “Els he donat tres ploms, que se'ls reparteixin com puguin. Ha estat com tirar a dues costelles de be”. Durant el recorregut tranquil·litzà els menors dient-los que ell ja sabia què havia de fer perquè no identifiquessin l'arma. Van tornar a la plaça de Los Cubos, on van comentar de manera vaga, als caps rapats i ultres que encara hi havia, què havia succeït: "Ja us n'assabentareu demà pels mitjans de comunicació".
L'agent de la Guàrdia Civil Luis Merino tenia acumulats nou faltes per comportament irregular, fonamentalment actituds violentes, en cinc anys de servei. El seu amic Felipe, de 16 anys, ja tenia un historial de participació en agressions i un entorn familiar problemàtic. Felipe havia estat expulsat de l'institut de Torrelodones per agredir un professor. Un dels seus germans, Oscar, que era guàrdia civil, se suïcidà d'un tret el 15 d'agost de 1992 després d'agredir amb un puny de ferro els empleats i propietaris de la discoteca La Playa d'un poble proper a Madrid, Villamanrique de Tajo. Després de l'incident, Felipe i sa mare van anar a aquest poble a anunciar que hi aniria un grup de caps rapats per a venjar Oscar. Efectivament, el dia 28 d'aquell mateix mes d'agost van arribar a la discoteca els caps rapats i van atacar-ne els propietaris i empleats enmig de crits i invocacions a Hitler. La família de Felipe és coneguda entre els seus veïns per provocar conflictes i per tenir-los a tots "atemorits per les contínues provocacions, amenaces i agressions que en pateixen", segons el president de la urbanització Montecassino de Torrelodones, on viuen. El jove i la família són coneguts per la seva ideologia feixista i per l'historial d'agressions de Felipe. L'últim incident havia estat quan van intentar apallissar un marroquí que els havia recollit quan feien autoestop i la policia local els ho va impedir en adonar-se de com havien anat els fets.

## Judici
L'11 de desembre, al cap de 28 dies del crim, el magistrat del jutjat n. 15 de Madrid va dictar resolució de processament a Luis Merino i als seus tres amics com a "autors de dos delictes d'assassinat, l'un consumat i l'altre frustrat", i ordenà presó provisional per als quatre detinguts. El relat judicial comença per les reunions que solien celebrar a la plaça madrilenya de Los Cubos grups de joves vinculats a idees i capteniments racistes, simpatitzants o integrants de moviments polítics (com Bases Autónomas) o futbolístics (com els Ultra Sur) que hi són afins. Després descriu els fets sagnants i fa notar que per a poder realitzar un acte vandàlic Luis Merino havia d'anar armat i que era "un home de pistola fàcil, a qui agradava d'exhibir-la i utilitzar-la". Qualifica l'homicidi d'assassinat per la traïdoria i per la manera d'execució, atacant sobtadament i intempestiva, i per la indefensió absoluta de les víctimes. El jutge declara el fet una "acció de comando" perquè hi havia un repartiment de papers prèviament assignat. La intenció era espantar els immigrants: hi havia negres i van decidir anar a trobar-los. Els quatre processats van admetre els fets i també que hi havien intervingut, i van ser condemnats.
La condemna fou de 54 anys de presó per al guàrdia civil Luis Merino (30 pel delicte d'assassinat de Lucrecia Pérez i 24 pel d'assassinat frustrat del seu compatriota Augusto César Vargas) i la inhabilitació absoluta durant tot el temps de la pena, i de 24 anys de reclusió per als menors Felipe Carlos Martín Bravo, Víctor Julián Florez i Javier Quílez Martínez (15 anys pel delicte d'assassinat i nou pel de l'assassinat frustrat, en apreciar-se l'atenuant d'«edat juvenil»).
Tots quatre van ser també condemnats a indemnitzar la filla de Lucrecia Pérez, Kenya, amb 20 milions de pessetes, i Augusto César Vargas amb un milió de pessetes.
També s'exigeix al ministre de l'Interior —en qualitat de responsable civil subsidiari, atesa la condició de membre d'un cos de seguretat de Luis Merino— la indemnització de 20 milions de pessetes a la filla de Lucrecia Pérez i de 2 milions per a Augusto César Vargas.
La matinada del diumenge 14 de gener de 2001 la secció sisena de l'Audiència provincial de Madrid va acordar la llibertat dels tres joves condemnats per aquest assassinat, que fins al divendres 12 de gener estaven en règim de tercer grau penitenciari, en haver complert més dels vuit anys d'internament que estableix com a màxim la Llei de responsabilitat penal del menor en cas d'assassinat.

## Resposta social
Aviat van començar a trobar-se altres immigrants i altres veïns d'Aravaca que, amb llàgrimes als ulls, s'acostaven a l'altar de flors i feien una abraçada com a expressió de condol als dominicans que hi havia presidint el dol, generalment el germà o altres parents o companys de Lucrecia. S'hi van estar en una vetlla contínua, nit i dia, fins que el cos de la màrtir assassinada volà a descansar per sempre a la seva terra natal.
La dominicana desconeguda, acomiadada de la seva feina per no saber què és una aixeta i per la seva debilitat corporal i psíquica, esdevingué des d'aquest moment un símbol potent de significat social, polític i ètnic.
Aquells dies van tenir lloc les manifestacions més concorregudes i actives contra el racisme que s'havien vist a l'estat espanyol en ciutats diverses: Madrid, Barcelona, València, Pamplona, Còrdova, Sevilla, Saragossa... Totes es van fer arran de l'assassinat de la immigrant dominicana i en totes hi participaren els partits polítics democràtics, tant parlamentaris com extraparlamentaris, els sindicats i altres forces socials.
El Ple del Congrés va aprovar per unanimitat el dilluns 16, una declaració institucional:
1. El Congrés expressa la seva condemna més enèrgica de fets delictius els mòbils dels quals xoquen no sols amb el dret a la vida, sinó amb els més elementals sentiments de solidaritat i de respecte als qui viuen el drama de la migració per motius econòmics, sentiments aquests que han d'estar especialment presents en el poble espanyol que tantes vegades al llarg de la història ha vist emigrar tants dels seus fills.
2. Manifesta el seu total rebuig de qualssevol expressions de racisme i de xenofòbia i alerta la societat sobre la necessitat d'enfortir la cultura del respecte a la convivència plural sense concessions de cap mena a tota temptativa de responsabilitzar públicament col·lectius o ètnies, generalment els més febles.
3. Expressa el seu desig de l'esclariment ràpid dels fets i crida totes les institucions i tots els ciutadans a extremar els seus esforços per evitar que els sentiments de divisió i violència social que hi ha sempre darrere del racisme i la xenofòbia creixin en la nostra societat, i per a estendre i fer arrelar els valors constitucionals del respecte ple a tota persona, sense discriminació per raons de naixement, ètnia, sexe, religió, opinió o qualsevol altra condició o circumstància personal o social (Ple del Congrés, 16 de novembre de 1992).

L'Assemblea de Madrid aprovà per unanimitat (PSOE, PP, IU) la condemna de l'execrable acte criminal d'Aravaca, expressant el seu dolor solidari amb les víctimes innocents, llurs compatriotes i familiars. El vicepresident del Govern i el Mministre de Justícia van manifestar la voluntat decidida del Govern de lluitar contra qualsevol brot de racisme o xenofòbia. Aquest és un dels fets més greus que s'han esdevingut a l'estat.
El president de l'Associació de Drets Humans posa el dit a la ferida: açò que ha passat és resultat d'aquesta política d'emigració que ha tancat els ulls davant la realitat. Al nostre país no hi ha política d'emigració i com que sí que hi ha emigrants, de tot plegat queda una situació caòtica. La Llei d'Estrangeria no fa sinó criminalitzar el fet de la immigració, per tant no és estrany que es produeixi una escalada de xenofòbia com la que hi ha hagut a Madrid els últims dies. El responsable d'aquests actes racistes és qui aprova una llei que és un brou de cultiu per a la xenofòbia.
El portaveu del Comitè de Defensa dels Refugiats, Asilats i Immigrants (COMRADE) expressà: Només ens sentim indignats quan té lloc un assassinat o quan algun immigrant mor de manera violenta, i de vegades ni tan sols així, però tant ens fa com viuen i en quines condicions treballen... A la majoria dels ciutadans tant se'ls en dona el tema i a determinades autoritats també i permeten que es produeixin actituds racistes. Si cal buscar responsables, a més dels assassins, l'alcalde de Madrid i el regidor del Districte de Moncloa (on pertany el barri d'Aravaca) en té gran part de culpa. I si continuem arribarem fins al Govern, que va aprovar la Llei d'Estrangeria.